# Bitka pri Kari
Bitka pri Kari (latinsko: [ˈkarːaːj]) se je odvijala leta 53 pr. n. št. med Rimsko republiko in Partskim cesarstvom blizu starodavnega mesta Kari (današnji Harran, Turčija). Vojna sila sedmih rimskih legij težke pehote pod Markom Licinijem Krasom je bila zvabljena v puščavo in odločno poražena z kombinirano konjeniško vojsko težkih katafraktov in lahkih lokostrelcev pod vodstvom partskega generala Surene. Na tako ravnem terenu se je izkazalo, da legija nima uspešnih taktik proti zelo mobilnim partskim konjenikom, počasne in ranljive rimske formacije so bile obkoljene, izčrpane od nenehnih napadov in nazadnje uničene. Kras je bil ubit skupaj z večino svoje vojske. Pogosto se šteje za eno najzgodnejših in najpomembnejših bitk med Rimskim in Partskim cesarstvom ter enim izmed najbolj uničujočih porazov v rimski zgodovini. Po besedah pesnika Ovida v 6. knjigi svoje pesmi Fasti se je bitka zgodila 9. junija.
Kras, član prvega triumvirata in najbogatejši moški v antičnem Rimu je bil pritegnjen z obetom vojaške slave in bogastva ter se je odločil napasti Partijo brez uradne odobritve senata. Zavrnil je ponudbo armenskega kralja Artavazda II., da napade Partijo preko Armenije, in je svojo vojsko usmeril neposredno skozi puščave Mezopotamije. Njegove sile so se srečale s Sureninimi vojaki blizu Kare. Surenina konjenica je ubila ali ujela večino rimskih vojakov. Sam Kras je bil ubit, ko so se pogajanja o premirju sprevrgla v nasilje.
Njegova smrt je končala prvi triumvirat. Naslednje štiriletno obdobje miru med preostalima dvema članoma triumvirata, Cezarjem in Pompejem nasprotuje mnenju, da je bil Kras mirovnik znotraj skupine in podpira poglede večine takratnih rimskih zgodovinarjev, da je bilo trenje med Krasom in Pompejem vedno večji vir napetosti kot tisto med Cezarjem in Pompejem.

## Ozadje

### Triumvirat
Vojna proti Partiji je bila posledica političnih dogovorov, ki so bili namenjeni medsebojnemu sodelovanju med Krasom, Pompejom in Cezarjem, t.i. prvi triumvirat. Marca in aprila 56 pr. n. št. so se sestanki odvijali v ravenni in Luci, v Cezarjevi provinci Cisalpski Galiji, da bi potrdili oslabelo zavezništvo sklenjeno štiri leta prej. Dogovorjeno je bilo, da bo triumvirat mobiliziral svoje podpornike in vire za zagotavljanje zakonodaje za podaljšanje Cezarjevega galske vojne in za vplivanje na prihajajoče volitve za 55 pr. n. št., z namenom druge skupne konzulske funkcije za Krasa in Pompeja. Triumvirat si je prizadeval za širitev moči svoje frakcije na tradicionalne načine: vojaška poveljevanja, postavljanje političnih zaveznikov na oblast in sprejem zakonodaje za spodbujanje svojih interesov. Na volitve je bilo vplivano na različne načine: denar, vpliv patronata in prijateljstva ter moč 1.000 konjenikov, ki jih je Krasov sin  Publij pripeljal iz Galije. Frakcija je pridobila konzulat in večino drugih mest, ki so bila iskana. Zakonodaja, ki jo je sprejel tribun Trebonius (Lex Trebonia), je podelila podaljšane prokonzulate za dobo pet let, ki je ustrezal Cezarjevemu prokonzulskemu mandatu v Galiji. Španske province so pripadle Pompeju. Kras je pridobil  provinco Sirijo z jasnimi nameni za vojno z Partijo.

### Razvoj v Partiji
Medtem je v Partiji izbruhnila vojna za nasledstvo leta 57 pr. n. št. po tem, ko je bil kralj Fraat III. ubit s strani svojih sinov Oroda II. in [Mitridat III. Partski|Mitridata III.]], ki sta nato začela boj drug proti drugemu za prestol. V prvi fazi je Orodes izšel kot zmagovalec in postavil svojega brata za kralja Medije (de facto podrejenega guvernerja) kot kompromis. Vendar je v drugem oboroženem spopadu Mitridat III. prisilil Orodesa, da je zbežal k Aulusu Gabiniju, rimskemu prokonzulu Sirije. Gabinij se je želel vmešati v spor o nasledstvu v imenu Mitridat III., da bi ga Rim lahko postavil za svojega marionetnega kralja in pri tem prevzel nadzor nad Partijo. Vendar je Gabinij opustil svoje načrte in se namesto tega odločil poseči v ptolemajsko kraljestvo.
Mitridat III. je nato samostojno napadel Babilonijo z nekaterimi začetnimi uspehi, vendar je kmalu naletel na vojsko partskega poveljnika Surene.
Gabinijev naslednik Kras je prav tako želel skleniti zavezništvo z Mitridatom III. in je leta 54 pr.n.š. napadel partsko klientelno državo Osroeno, a je večino svojega časa zapravil v čakanju na okrepitve na levem bregu reke Balikh, medtem ko je Surena oblegal, premagal in usmrtil Mitridat III. v Selevkiji na Tigrisu. Orodes II., ki je sedaj v svojem kraljestvu vladal brez nasprotovanja, je marširal na sever, da bi napadel rimskega zaveznika Armenijo, kjer je kralj Artavazd II. Armenski kmalu prešel na partsko stran.

### Krasove priprave
Izredno bogat Marcus Kras je bil star okoli 62 let, ko je začel partsko invazijo. Po mnenju starodavnih virov, zlasti njegovega biografa Plutarha, je bil pohlep njegova glavna karakterna napaka in motiv za vojno. Zgodovinar Erich S. Gruen je verjel, da je bil Krasov namen obogatiti javno blagajno, saj osebno bogastvo ni bilo tisto, kar mu je najbolj manjkalo. Večina sodobnih zgodovinarjev ima tendenco, da pohlep, zavist do Pompejeve vojaške slave in rivalstvo obravnava kot njegovo motivacijo, saj je njegov usahnjen vojaški ugled vedno zaostajal za Pompejevim in po petih letih vojne v Galiji tudi za Cezarjem. Njegovi večji vojaški dosežki so bili poraz Spartaka leta 71 pr.n.š. in njegovo zmagoslavje v bitki pri Kolinskih vrata za Sulo deset let prej. Plutarh je omenil, da je Cezar pisal Krasu iz Galije in odobril načrt za napad na Partijo, kar pomeni, da je Krasovo vojaško kampanjo videl kot komplementarno in ne zgolj rivalno njegovi.
Drug dejavnik v Krasovi odločitvi za napad na Partijo je bila pričakovana enostavnost kampanje. Rimske legije so zlahka premagale numerično premočne vojske drugih vzhodnih sil, kot sta pontsko kraljestvo in Armenija in Kras je pričakoval, da bo Partija lahko enostavna tarča.
Cicero pa je nakazal še en dejavnik: ambicije Markovega sina, nadarjenega Publija Krasa, ki je pod Cezarjem poveljeval uspešnim pohodom v Galiji. Po vrnitvi v Rim kot visoko odlikovani častnik je Publij naredil korake za vzpostavitev lastne politične kariere. Rimski viri bitko pri Karah ne vidijo le kot katastrofo za Rim in sramoto za Marka Krasa, temveč tudi kot tragedijo, ki je prekinila Publijevo obetavno kariero.
Nekateri Rimljani so nasprotovali vojni proti Partom. Cicero jo imenuje vojna nulla causa ("brez utemeljitve"), ker je imela Partija pogodbo z Rimom. Tribun Ateius Capito je odločno nasprotoval in zloglasno izvedel javni obred preklinjanja, medtem ko se je Kras pripravljal na odhod.
Kljub protestom in zloveščim znamenjem je Marcus Kras zapustil Rim 14. novembra 55 pr. n. št. Publij Kras se mu je pridružil v Siriji med zimo 54–53 pr. n. št. in s seboj pripeljal tisoč keltskih konjenikov iz Galije, ki so ostali zvesti svojemu mlademu voditelju do njihove smrti.

## Invazija Partije
Kras je v Sirijo prispel konec leta 55 pr. n. št. in takoj začel izkoriščati svoje ogromno bogastvo za oblikovanje vojske. Po Plutarhu je zbral silo sedmih legij v skupni številki okoli 28.000 do 35.000 težke pehote. Imel je tudi okoli 4.000 lahke pehote in 4.000 konjenikov, vključno s tisoč keltskimi konjeniki, ki jih je Publij pripeljal s seboj. S pomočjo helenskih naselij v Siriji in podporo okoli 6.000 konjenikov od Artavazda II., armenskega kralja, se je Kras odpravil proti Partiji. Artavazd II. mu je svetoval, naj se odpravi po poti skozi Armenijo, da bi se izognil puščavi in mu ponudil okrepitve v višini še 10.000 konjenikov in 30.000 pehote.
Kras je ponudbo zavrnil in se odločil, da bo ubral neposredno pot skozi Mezopotamijo in zavzel velika mesta v regiji. Partski kralj Orod II. je v odgovor razdelil svojo vojsko in večino vojakov, predvsem pešcev lokostrelcev in majhno število konjenice vzel s seboj, da bi sam kaznoval Armence. Preostanek svojih sil, konjenico pod poveljstvom sepahboda Surene je poslal v izvidnico in nadlegovanje Krasove vojske. Orod ni pričakoval, da bo Surenova številčno dosti manjša sila lahko premagala Krasa in ga je želel le zadrževati. Plutarh je Surenino vojsko opisal kot "tisoč oklepnih konjenikov in še večje število lahko oborožene konjenice". Vključno s sužnji in vazali je Surenova odprava štela skupno deset tisoč vojakov, ki jih je podpirala tovorna karavana tisoč kamel.
Kras je prejel navodila od osroenskega voditelja Ariamnesa, ki je pomagal Pompeju v njegovih vzhodnih kampanjah. Kras je zaupal Ariamnesu, ki pa je bil na plačilni listi Partov. Priporočil je Krasu naj takoj napade in napačno navedel, da so Parti šibki in neurejeni. Potem je popeljal Krasovo vojsko v najbolj puščavsko območje, daleč od kakršne koli vode. Kras je nato prejel sporočilo od Artavazda, ki je trdilo, da je glavna partska vojska v Armeniji, in ga prosil za pomoč. Kras je sporočilo ignoriral in nadaljeval s svojim napredovanjem v Mezopotamijo. Naletel je na Surenovo vojsko blizu mesta Kari (Carrhae).

## Bitka
Potem ko je bil obveščen o prisotnosti partske vojske (ki je štela približno 10.000 mož), je Krasovo vojsko zajela paniko. Krasov poveljnik Gaj Kasij Longin je priporočil, da se vojska razporedi na tradicionalen rimski način, z pehoto v središču in konjenico na krilih. Sprva je Kras privolil, a kmalu je spremenil mnenje in svoje moške prerazporedil v votlo kvadratno formacijo, vsaka stran je bila sestavljena iz dvanajstih kohort. Ta postavitev bi zaščitila njegove sile pred obkolitvijo, vendar na račun mobilnosti. Rimske sile so napredovale in prišle do potoka. Krasovi generali so mu svetovali, naj postavi tabor in napade naslednje jutro, da bi dal svojim možem priložnost za počitek. Publij pa je bil željan boja in mu je uspelo prepričati Krasa, da se takoj sooči s Parti.
Parti so se zelo potrudili, da bi Rimljane ustrahovali. Najprej so udarili po številnih votlih bobnov, rimske čete pa je glasen in kakofoničen hrup vznemiril. Surena je nato svojim katafraktom ukazal, naj si oklep pokrijejo s tkaninami in napredujejo. Ko so bili na vidiku Rimljanov, so hkrati odvrgli tkanine in razkrili svoj sijoči oklep. Prizor je bil namenjen ustrahovanju Rimljanov.
Čeprav je Surena sprva načrtoval, da bo rimske vrste razbil z napadom svojih katafraktov je presodil, da to še ne bo dovolj, da bi jih prebil. Zato je poslal svoje konjeniške lokostrelce, da obkolijo rimski kvadrat. Kras je poslal svoje strelce, da bi pregnali konjeniške lokostrelce, vendar so jih slednji s puščicami pregnali nazaj. Konjeniški lokostrelci so se nato spopadli z legionarji. Legionarji so bili zaščiteni z velikimi ščiti (scuta) in oklepom, vendar kljub temu niso mogli pokriti celotnega telesa. Nekateri zgodovinarji opisujejo puščice, ki so delno prebile rimske ščite in se zabile v okončine rimske pehote, njihova stopala pa so bila pribita na tla. Vendar pa je Plutarh v svojih poročilih zapisal, da so Rimljane pričakali s dežjem puščic, ki so prebile vse vrste kritja, tako trde kot mehke. Drugi zgodovinarji trdijo, da je bila večina zadanih ran neusodnih zadetkov v izpostavljene okončine.
Rimljani so večkrat napredovali proti Partom, da bi se poskušali zaplesti v boj od blizu, vendar so se konjeniški lokostrelci vedno lahko varno umaknili in med umikom izstrelili ti. "partske strele" iz svojih lokov. Legionarji so nato oblikovali formacijo testudo ali želvo tako, da so svoje ščite združili in tako ustvarili skoraj neprebojno fronto za izstrelke. Vendar je ta formacija močno omejevala njihove sposobnosti v boju od blizu. Partski katafrakti so izkoristili to slabost in večkrat napadli rimsko linijo, kar je povzročilo paniko in povzročilo velike žrtve. Ko so Rimljani poskušali razrahljati svojo formacijo, da bi odbili kataphrakte, so ti hitro umaknili, in konjeniški lokostrelci so ponovno začeli streljati na legionarje, ki so bili zdaj bolj izpostavljeni.
Kras je zdaj upal, da bodo njegovi legionarji zdržali, dokler Parti ne ostanejo brez puščic. Vendar je Surena uporabil tisoče kamel, da bi oskrbel svoje konjeniške lokostrelce. Ko je to spoznal, je Kras poslal svojega sina Publija z 1.300 galskimi konjeniki, 500 lokostrelci in osmimi kohortami legionarjev, da bi pregnali konjeniške lokostrelce. Konjeniški lokostrelci so simulirali umik in odvrnili Publijevo enoto, ki ki je utrpela velike žrtve zaradi streljanja puščic.
Ko so se Publij in njegovi možje dovolj ločili od preostale vojske, so se jim po robu postavili partski katafrakti, medtem ko so jim konjeniški lokostrelci odrezali umik. V naslednjem boju so se Galci hrabro borili, vendar je bila njihova slabša oborožitev v orožju in oklepu očitna. Sčasoma so se umaknili na hrib, kjer je Publij storil samomor, medtem ko so ostale njegovi može pobili, pri čemer so jih ujeli le 500 živih.
Kras, ki ni vedel za sinovo usodo, a se je zavedal, da je Publij v nevarnosti, je ukazal splošni napad. Soočil se je s sinovo glavo na sulici. Partski konjeniški lokostrelci so začeli obkrožati rimsko pehoto in streljati nanjo z vseh strani. Medtem so katafrakti izvedli vrsto napadov, ki so dezorganizirali Rimljane.
Partski napad se ni ustavil do noči. Kras, globoko pretresen zaradi sinove smrti, je ukazal umik v bližnje mesto Kare in za seboj pustil 4.000 ranjenih, ki so jih Parti naslednje jutro pobili.
Štiri rimske kohorte so se izgubile v temi in na hribu so jih obkolili Parti, preživelo pa je le 20 Rimljanov.
Naslednji dan je Surena poslal sporočilo Rimljanom in ponudil pogajanja s Krasom. Surena je predlagal premirje, da bi se rimska vojska lahko varno vrnila v Sirijo v zameno za to, da Rim prepusti vso ozemlje vzhodno od Evfrata. Surena je bodisi poslal poslanstvo Rimljanom v griče ali prišel celo sam, da je povedal, da želi mirovno konferenco o evakuaciji.
Kras je bil zadržan pri srečanju s Parti, toda njegovi vojaki so grozili z uporom, če ne bi prišlo do sporazuma. Na srečanju je Part potegnil Krasovega konja za vajeti in sprožil nasilje, v katerem so bili Kras in njegovi poveljniki ubiti.
Po njegovi smrti naj bi mu Parti vlili staljeno zlato v grlo, kar je bila simbolična gesta, s katero so se posmehovali Krasovemu razvpitemu pohlepu. Plutarh poroča, da so Krasovo odrto glavo nato uporabili kot rekvizit v delu igre Evripidovega po imenu Bakhe, ki je bila predstavljena na banketu pred kraljem. Preostali Rimljani v Karah so poskušali pobegniti, vendar so bili večinoma ujeti ali ubiti. Po besedah antičnega zgodovinarja Plutarha so rimske žrtve znašale okoli 20.000 mrtvih in 10.000 ujetih, kar je bitko naredilo za eno izmed najtežjih porazov v rimski zgodovini. Partske izgube so bile minimalne.

## Posledice
Rim je bil ponižan zaradi tega poraza, kar je še poslabšalo dejstvo, da so Parti ujele več legijskih orlov. Plutarh tudi omenja, da so Parti našli rimskega vojnega ujetnika, ki je najbolj spominjal na Krasa, ga oblekli kot žensko in ga paradirali po Partiji, da so ga vsi videli. To je bil neposreden napad na rimsko vojaško kulturo, saj so Parti ukazali ostalim rimskim ujetnikom, da pozdravijo tega lažnega Krasa kot imperatorja, medtem ko so bili na paradi, kar je bilo neposredno posmehovanje rimskemu trijumfu.
Orod II. je s preostalo partsko vojsko premagal Armence in zavzel njihovo državo. Vendar je Surenova zmaga vzbudila ljubosumje partskega kralja, ki je ukazal Surenino usmrtitev. Po Surenini smrti je Orod II. poslal svojega sina Pakorja na neuspešen vojaški pohod v rimsko Sirijo.
Bitka pri Karah je bila ena prvih večjih bitk med Rimljani in Parti. Zaradi te zmage so ohrabljeni Parti večkrat napadli Sirijo in Armenijo z različnimi uspehi. Rim je spoznal tudi, da se njihovi legionarji ne morejo učinkovito boriti proti partski konjenici brez podpore na odprtem terenu.
Gaj Kasij Longin, kvestor pod Krasom, je vodil približno 10.000 preživelih vojakov z bojišča nazaj v Sirijo. Nadaljeval je z upravljanjem province kot prokvestor še dve leti in jo uspešno ubranil pred nadaljnjimi napadi Orodovega sina Pakorja. Kasij je uspel preprečiti partsko obleganje svojega glavnega mesta Antiohije in ko se je Pakorjeva vojska umaknila domov, jih je presenetil pri Antigoneji, kar je privedlo do smrti partskega namestnika Osacesa. Prejel je pohvale od Cicerona za svojo zmago. Kasij je kasneje igral ključno vlogo v zaroti za umor Julija Cezarja leta 44 pr. n. št.

### Ujetniki
10.000 rimskih vojnih ujetnikov je bilo očitno deportiranih v Aleksandrijo Margiano (Merv) blizu severovzhodne meje Partskega cesarstva leta 53 pr. n. št., kjer naj bi se poročili z domačinkami.
V štiridesetih letih prejšnjega stoletja je Homer H. Dubs, ameriški profesor kitajske zgodovine na Univerzi v Oxfordu, postavil hipotezo, da so ljudje iz Liqiana potomci teh ujetnikov. Dubs je predlagal, da so Parti te ujetnike preselili na njihovo vzhodno mejo in so se morda bojevali kot najemniki v bitki pri Zhizhiju med Kitajci in Šiungni leta 36 pr. n. št. Kitajski kronisti omenjajo uporabo "fish-scale formation"  vojakov ter strukturo dvojnih lesenih palisad, za katero je Dubs verjel, da se nanaša na formacijo testudo ali želvo in obrambno taktiko, ki je bila edinstvena za Rome. Do danes niso bili odkriti nobeni artefakti, ki bi lahko potrdili rimsko prisotnost, kot so kovanci ali orožje v vasi Zhelaizhai in Dubsove teorije niso bile sprejete s strani večine zgodovinarjev.
Rob Gifford, ki se je komentiral teorijo, jo je opisal kot mit, ki je le eden mnogih "ruralnih mitov".  Alfred Duggan je uporabil možno usodo rimskih vojnih zapornikov kot jedro svojega romana Zimski tabor, ki je nakazoval, da so bili zaposleni kot mejni stražarji na vzhodni meji Partskega cesarstva.

## Dediščina
Zajetje zlatih orlov (legionarskih bojnih standardov) s strani Partov je bilo obravnavano kot resnen moralni poraz in zlo znamenje za Rim. Ko so ga umorili, je Cezar načrtoval povračilno vojno. Pravili so, da bi bila v primeru Cezarjeve zmage huda kazen, saj bi bil preživeli Krasov sin Mark Licinij Kras med rimskimi silami.
Vendar je posredoval padec Rimske republike in sledil je začetek cesarske monarhije v Rimu. Sulov prvi pohod na Rim leta 88 pr. n. št. je začel propad republikanske oblike vladavine, toda Krasova smrt in izguba njegovih legij sta popolnoma spremenili ravnovesje moči v Rimu. Stara teorija trdi, da je smrt Krasa, skupaj s smrtjo Julije leta 54, Pompejeve žene in Cezarjeve hčere morda prekinila vezi med Cezarjem in Pompejem, kar pomeni, da Prvi triumvirat ni več obstajal. Kot rezultat je izbruhnila Cezarjeva državljanska vojna|državljanska vojna. Cezar je zmagal in republika se je hitro spremenila v diktaturo.
Več zgodovinarjev opaža časovni presledek med Krasovo smrtjo in izbruhom državljanske vojne. Gaj Stern je trdil, da je smrt skoraj pretrgala vezi, ki jih je imel Prvi triumvirat z modrokrvno aristokracijo, zaradi česar je bila celotna država ranljiva za trenja, ki so se sčasoma sprevrgla v državljansko vojno.. Tako je bil lahko takojšen učinek bitke odprava nekaterih zasebnih mehanizmov zavor in ravnotežij (kot je bil Krasov odnos z Metellom Pijem Scipionom), ki so omejevali politične napetosti.
V regionalnem kontekstu pa je bitka dolgoročno imela le malo negativnega vpliva na Rim, saj je Publij Ventidij Bas ustavil in odbil naslednjo povračilno invazijo Partov na Rim leta 40 pr. n. št., kar pa ni preprečilo invazije Marka Antonija na Parte leta 36 pr. n. št. (čeprav se je tudi ta kampanja končala neuspešno).

## Zapisi
1. ↑  "Surenina izjemna zmaga je imela ogromne posledice. Ustavila je rimsko širitev, Mezopotamijo vrnila Partom in utrdila Evfrat kot mejo med obema silama. Perzijo je postavila v enakopravno stanje z Rimom, zaradi česar sta bila naslednjih sedem stoletij politična tekmeca.""[1]